# Titularerzbistum Chersonesus in Zechia
Chersonesus in Zechia (ital.: Chersoneso di Zechia) ist ein Titularerzbistum der römisch-katholischen Kirche. 
Es geht zurück auf einen antiken Bischofssitz in der Stadt Chersones, die sich in der Region Taurien auf der Halbinsel Krim befindet. 
| Titularerzbischöfe von Chersonesus in Zechia |                                    |                                                              |                   |                    |
| Nr.                                          | Name                               | Amt                                                          | von               | bis                |
| 1                                            | Donald Aloysius Mackintosh         | Koadjutorerzbischof von Glasgow (Großbritannien)             | 11. Juni 1912     | 8. Oktober 1919    |
| 2                                            | Alexis-Armand Charost              | Koadjutorerzbischof von Rennes (Frankreich)                  | 18. Juni 1920     | 22. September 1921 |
| 3                                            | Giovanni Beda Cardinale OSB        | Apostolischer Nuntius                                        | 25. Juli 1922     | 1. Dezember 1933   |
| 4                                            | Albert Levame                      | Apostolischer Nuntius                                        | 21. Dezember 1933 | 5. Dezember 1958   |
| 5                                            | Louis Parisot SMA                  | emeritierter Erzbischof von Cotonou (Französisch-Westafrika) | 14. Januar 1960   | 21. April 1960     |
| 6                                            | Seraphin Uluhogian CAM             | Generalsuperior der Mechitaristen                            | 22. Juli 1960     | 16. Mai 1965       |
| 7                                            | Hemaiag Bedros XVII. Guedikian CAM | Generalvikar in Beirut (Libanon)                             | 3. März 1971      | 3. Juli 1976       |